# Marie z Boulogne
Marie z Boulogne (francouzsky Marie de Boulogne, 1135? – 25. července 1182 Montreuil-sur-Mer) byla hraběnka z Boulogne, dcera anglického krále Štěpána z Blois a jako dědička strategicky položeného hrabství žádaná nevěsta.

## Život
Narodila se jako dcera Štěpána z Blois a Matyldy z Boulogne a již od narození byla zasvěcena církvi. Nejprve byla v klášteře v Kentu a poté přesídlila do kláštera Romsey v Hampshire. Roku 1155 se zde stala abatyší.
Měla dva starší bratry, kteří se vystřídali v držení hrabství Boulogne. Oba zemřeli bezdětní a Marie se stala jedinou dědičkou. Roku 1160 ji z kláštera se souhlasem krále unesl Matěj Alsaský, mladší a vzpurný syn flanderského hraběte Dětřicha a vynutil si sňatek. Papež roku 1162 Matěje exkomunikoval a vlastní rodina ho dočasně zavrhla. V prosinci 1169 papež manželství prohlásil za neplatné a Marie odešla do kláštera v Montreuil-sur-Mer, kde v létě 1182 jako jeptiška zemřela. Dvě dcery narozené z manželství byly legitimizovány.